# Área metropolitana de Harrisburg
El Área Metropolitana de Harrisburg-Carlisle y oficialmente como Área Estadística Metropolitana de Harrisburg-Carlisle, PA MSA tal como lo define la Oficina de Administración y Presupuesto, es un Área Estadística Metropolitana centrada en las localidades de Harrisburg y Carlisle en el estado estadounidense de Pensilvania. El área metropolitana tenía una población en el Censo de 2010 de 683.043 habitantes, convirtiéndola en la 93.º área metropolitana más poblada de los Estados Unidos. El área metropolitana de Harrisburg-Carlisle comprende cuatro condados y la ciudad más poblada es Harrisburg.

## Composición del área metropolitana
| Área geográfica                     | Censo de 2010 | Censo de 2000 | Censo de 1990 |
| ----------------------------------- | ------------- | ------------- | ------------- |
| Harrisburg-Carlisle-Lebanon, PA CSA | 683,043       | 629,401       | 587,986       |
| Condado de Cumberland               | 235,406       | 213,674       | 195,257       |
| Condado de Dauphin                  | 268,100       | 251,798       | 237,813       |
| Condado de Lebanon                  | 133,568       | 120,327       | 113,744       |
| Condado de Perry                    | 45,969        | 43,602        | 41,172        |